# Pseudomusonia rapax
Pseudomusonia rapax är en bönsyrseart som beskrevs av Henri Saussure och Leo Zehntner 1894. Pseudomusonia rapax ingår i släktet Pseudomusonia och familjen Thespidae. Inga underarter finns listade i Catalogue of Life.